# منظمة سلامة المرضى
منظمة سلامه المرضى (PSO) هي مجموعة أو مؤسسة أو جمعية تعمل على تحسين الرعاية الطبية عن طريق الحد من الأخطاء الطبية. وظائف مشتركة لمنظمات سلامه المرضى جمع البيانات وتحليلها، وإعداد التقارير، التعليم، التمويل، والدعوة.
في التسعينات، كشفت التقارير في العديد من البلدان عن عدد مذهل من إصابات ووفيات المرضى كل عام بسبب أخطاء يمكن تجنبها ونقص في الرعاية الصحية، من بينها أحداث سلبية ومضاعفات ناشئة عن ضعف السيطرة على العدوى. في الولايات المتحدة، دعا تقرير صادر عن معهد الطب في عام 1999 إلى بذل جهود وطنية واسعة النطاق لمنع هذه الأحداث، بما في ذلك إنشاء مراكز سلامة المرضى، وتوسيع نطاق الإبلاغ عن الأحداث السلبية، وتطوير برامج السلامة في منظمات الرعاية الصحية. على الرغم من أن العديد من مكاتب دعم البرامج يتم تمويلها وإدارتها من قبل الحكومات، إلا أن البعض الآخر نشأ من كيانات خاصة مثل الصناعة والمهنيين ومجموعات المستهلكين.

## وظائف
لتحقيق أهداف منظمة سلامة المرضى
1. اجمع بيانات عن مدى انتشار وتفاصيل الأخطاء.
2. تحليل مصادر الخطأ من خلال تحليل الأسباب الجذرية.
3. اقتراح ونشر طرق الوقاية من الاخطاء.
4. تصميم وتنفيذ مشاريع تجريبية لدراسة مبادرات السالمة، بما في ذلك رصد النتائج.
5. رفع الوعي وإعلام الجمهور والمهنيين الصحيين ومقدمي المشترين، وأصحاب العمل.
6. إجراء جمع التبرعات وتوفير تمويل لمشاريع البحث والسلامة.
7. مناصرة التغيرات التنظيمية والتشريعية .

## المنظمات الحكومية

### منظمة الصحة العالمية

#### التحالف العالمي من أجل سلامة المرضى
في 2002استجابة قرار جمعية الصحة العالمية، منظمة الصحة العالمية (WHO) شن التحالف العالمي من أجل سلامة المرضى في تشرين الأول / أكتوبر 2004. وكان الهدف من ذلك وضع معايير سلامة المرضى ومساعدة الدول الأعضاء في الأمم المتحدة إلى تحسين سلامة الرعاية الصحية. يرفع التحالف الوعي والالتزام السياسي لتحسين سلامة الرعاية ويسهل تطوير سياسة وممارسات سلامة المرضى في جميع الدول الأعضاء في منظمة الصحة العالمية. في كل عام، يقدم التحالف عددًا من البرامج التي تغطي الجوانب النظامية والتقنية لتحسين سلامة المرضى حول العالم.
في جمعية الصحة العالمية التاسعة والخمسين في مايو 2006 ، أفادت الأمانة أن التحالف عقد اجتماعات لسلامة المرضى في خمسة من أقاليم منظمة الصحة العالمية الستة و 40 ورشة عمل فنية في 18 دولة. منذ إطلاق التحالف في أكتوبر 2004 ، تم إحراز تقدم كبير في ستة مجالات:
1. التحدي العالمي الأول لسلامة المرضى، الذي وضع للفترة 2005-2006 (معالجة العدوى المرتبطة بالرعاية الصحية) المبادئ التوجيهية لمنظمة الصحة العالمية بشأن نظافة اليدين في الرعاية الصحية.
2. قامت مجموعة مشاركة المرضى، المرضى من أجل سلامة المرضى، ببناء شبكات لمنظمات المرضى من جميع أنحاء العالم، من خلال ورش العمل الإقليمية.
3. تم تطوير تصنيف لسلامة المرضى لتصنيف البيانات حول مشاكل سلامة المرضى.
4. أجريت دراسات عن مدى انتشار إصابة المريض في عشرة بلدان نامية.
5. تم إنشاء مركز متعاون مع منظمة الصحة العالمية لتطوير ونشر حلول السلامة[2]
6. مسودة إرشادات منظمة الصحة العالمية حول الإبلاغ عن الأحداث الضائرة وأنظمة التعلم.

#### المرضى من أجل سلامة المرضى (PfPS)
مرضى من اجل سلامة المرضى جزء من التحالف العالمي لسلامة المرضى الذي أطلقته منظمة الصحة العالمية في عام 2004. يؤكد المشروع على الدور المركزي الذي يمكن أن يلعبه المرضى والمستهلكون في الجهود المبذولة لتحسين جودة وسلامة الرعاية الصحية في جميع أنحاء العالم. تعمل PFPS مع شبكة عالمية من المرضى والمستهلكين ومقدمي الرعاية ومنظمات المستهلكين لدعم مشاركة المرضى في برامج سلامة المرضى، سواء داخل البلدان أو في البرامج العالمية للتحالف العالمي لسلامة المرضى.